# Jan II. Komnenos
Jan II. Komnenos (řecky Ioannes Komnenos; 13. září 1087 – 8. dubna 1143) byl byzantský císař v letech 1118 až 1143, který panoval v období tzv. komnenovské renesance byzantské říše. Narodil se jako nejstarší syn císaře Alexia I. Komnena a Ireny Dukainy.
Jan byl velice zbožný a energický muž, odhodlaný odčinit pohromu, již říše utrpěla o půlstoletí dříve po bitvě u Mantzikertu. V průběhu své pětadvacetileté vlády uzavřel spojenectví se Svatou říší římskou na západě, přesvědčivě zvítězil nad Pečeněgy na Balkáně a osobně vedl řadu vojenských výprav do Malé Asie proti seldžuckým Turkům. Janova tažení zcela zásadně změnila dosavadní rovnováhu sil a přinutila Turky k přechodu do defenzívy. Mnoho dřívějších byzantských měst a pevností v Anatolii bylo získáno zpět. Na jihu byly byzantské hranice posunuty z údolí řeky Maiandros na západě až do Kilíkie na východě. Ve snaze prosadit se jako nejmocnější panovník křesťanského světa se Jan vypravil do Sýrie v čele mohutného vojska tvořeného Byzantinci a křižáky. Navzdory velkému úsilí, s nímž vedl kampaň, byla Janova důvěra zklamána věrolomností jeho křižáckých spojenců, kteří ho nepodpořili v boji proti společným muslimským nepřátelům.
Latinský historik Vilém z Tyru, jenž patřil mezi velké obdivovatele císaře, popsal Jana jako podsaditého a neobvykle nevzhledného člověka, jehož oči, vlasy i pleť byly velmi snědé, což mu vyneslo přezdívku „Maur“. I přes svůj fyzický vzhled obdržel Jan přízvisko Kaloioannes (řecky „Krásný Jan“ nebo „Sličný Jan“), jež nepoukazovalo na krásu jeho těla, nýbrž na vznešenost jeho ducha. Oba jeho rodiče byli i na tehdejší poměry mimořádně zbožní lidé, v čemž je Jan dokonce ještě převyšoval. Konverzace na císařském dvoře se omezovala pouze na vážné záležitosti. Taktéž pokrmy předkládané na císařské tabuli byly velmi skromné, čímž císař svým dvořanům a šlechtě vytýkal jejich nádherymilovnost a nezměrný přepych. Přes svoji vážnou a asketickou povahu byl Jan mezi svými poddanými velice oblíbený, neboť jeho zásadovost a mravní bezúhonnost byly nepředstírané.
Jan byl proslulý svojí hlubokou zbožností a pozoruhodně mírnou a spravedlivou vládou. V době, kdy krutost byla považována za běžnou vlastnost, patřil mezi výjimečně shovívavé vládce. Podle historika Nikety Choniata neodsoudil jediného člověka k trestu smrti. Někdy byl proto nazýván byzantským Marcem Aureliem. Jan byl navíc podobně jako jeho otec rovněž výtečným vojákem a vynikajícím příkladem odvážného a vytrvalého muže, který si uložil za povinnost dobýt zpět všechna někdejší území říše obsazená Seldžuky.

## Život

### Počátek vlády
Okolnosti Janova nesnadného nástupu na trůn vylíčil ve svém díle Niketas Choniates. Alexios preferoval Jana jako svého následníka na úkor Nikefora Bryennia, oblíbence své manželky Ireny Dukainy, za něhož byla provdána jejich dcera Anna Komnena. Alexios musel proto svůj postoj tajit, aby zabránil Ireniným intrikám vůči Janovi a jejím požadavkům na Nikeforovo nástupnictví. Když 15. srpna 1118 Alexios umíral v klášteře Mangana, vnikl Jan, doprovázený příbuznými stojícími na jeho straně, mezi nimiž nechyběl jeho bratr, sebastokrator Izák Komnenos, do kláštera a odejmul svému na smrtelné posteli ležícímu otci císařský pečetní prsten. Poté se zdviženými pažemi ihned zamířil do Velkého paláce, kde byl s podporou lidu prohlášen císařem. Irena byla zcela zaskočena, pročež nebyla schopna svého syna nijak zadržet či podnítit Bryennia k nějakému činu proti němu. Třebaže císařská garda nejprve odmítla Jana vpustit do paláce, dav obklopující nového císaře si vstup vynutil silou. Alexios zemřel během následující noci. I přes naléhání své matky se Jan odmítl připojit ke smutečnímu obřadu, jelikož jeho vláda byla zatím příliš nejistá. Teprve o několik dnů později byla jeho pozice zabezpečena.

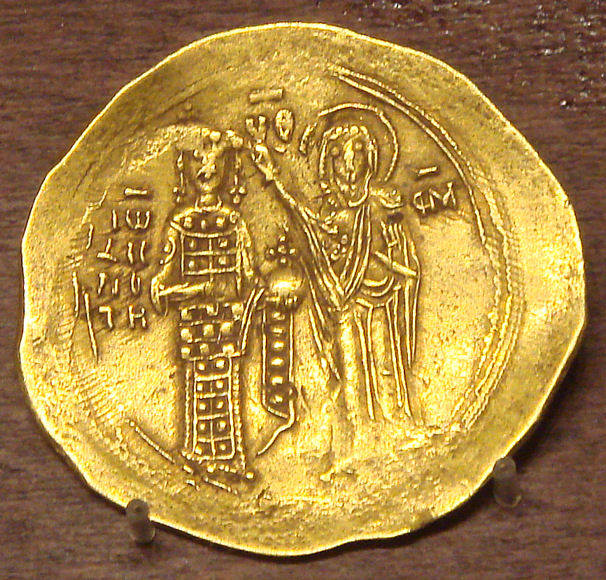
Mince znázorňující Pannu Marii vkládající korunu na hlavu Jana II. Komnena

Po uchopení moci odměnil Jan své příbuzné a stoupence mnoha úřady. Svého bratra Izáka přijímal takřka jako sobě rovného. Svého stejnojmenného bratrance učinil císařským komorníkem (parakoimomenos) a Gregoria Taronita představeným císařovy šatny (protovestiarios). Nejvyšší pocta byla ale vyhrazena pro muže tureckého původu, Ioanna Axucha, který byl Janovým blízkým přítelem už od dětství. Ten obdržel hodnost vrchního velitele byzantského vojska (megas domestikos). Je třeba podotknout, že politika udělování úřadů příbuzným a blízkým přátelům byla v souladu s politikou nepotismu prováděnou Alexiem a jeho matkou Annou Dalassenou. Jan ovšem nebyl schopen uspokojit všechny mocné členy rodiny a často raději preferoval jedince, kteří s ním nebyli spřízněni, ale sloužili pod jeho otcem. Po celou dobu své vlády dával Jan neustále najevo značnou neochotu umožnit příbuzným zasahovat do řízení státu. Tím vytvořil nebezpečný antagonismus, který vedl k intrikování dokonce i v užším kruhu Janovy rodiny.
Choniates v této souvislosti popisuje spiknutí, za nímž stály císařova matka a Anna Komnena. Cílem těchto dvou žen bylo sesazení Jana z trůnu, k čemuž se odhodlaly ještě před koncem prvního roku jeho vlády. Útok byl uskutečněn v době, kdy se císař zaneprázdněný válčením v Anatolii nacházel mimo hradby Konstantinopole. Annin manžel Nikeforos se však v klíčovém momentu zachoval příliš nerozhodně a odsoudil tak spiknutí k nezdaru. Jan následně projevil shovívavost vůči spiklencům, jimž zkonfiskoval majetek a svoji matku a sestru poslal do kláštera. Podle Choniatova tvrzení to byl především Axuch, kdo zasáhl ve prospěch Anny, s níž se Jan nakonec usmířil. V roce 1122 ustavil Jan svého malého syna Alexia svým spoluvládcem, čímž chtěl zajistit jeho budoucí následnictví.

### Konflikt s Benátčany
Krátce po svém nástupu na trůn odmítl Jan potvrdit smlouvu uzavřenou mezi Alexiem a benátskou republikou v roce 1082, na základě níž byla Benátčanům zaručena rozsáhlá obchodní privilegia na území byzantské říše. Tato změna politiky nebyla motivována finančními zájmy, neboť její příčinou se stal jistý incident mezi Benátčany a jedním z příslušníků císařské dynastie. Svoji roli zřejmě sehrála také skutečnost, že jihoitalští Normané nebyli již považováni za bezprostřední hrozbu. V důsledku Janova rozhodnutí došlo k vážnému konfliktu, který umocnila skutečnost, že Byzantinci byli v této době zcela závislí na benátském námořnictvu. Na počátku roku 1123 Benátčané napadli ostrov Kerkýru a pouze naléhavá žádost křižáků o pomoc je přinutila přerušit obléhání. V reakci na to Byzantinci vypálili benátskou čtvrť v Konstantinopoli. Benátská flotila poté provedla odvetný útok, při němž vyplenila ostrovy Rhodos, Chios, Samos, Lesbos a Andros. V roce 1126 se Benátčané pokusili zmocnit Kefalenie v Jónském moři. Po těchto porážkách Janovi nezbylo než potvrdit Benátčanům jejich výsady, protože pokračování války ho stálo příliš mnoho finančních prostředků. Tato neblahá zkušenost s Benátčany přesvědčila Byzantince o nutnosti vybudování vlastní silné flotily.

### Boje s Pečeněgy a Maďary

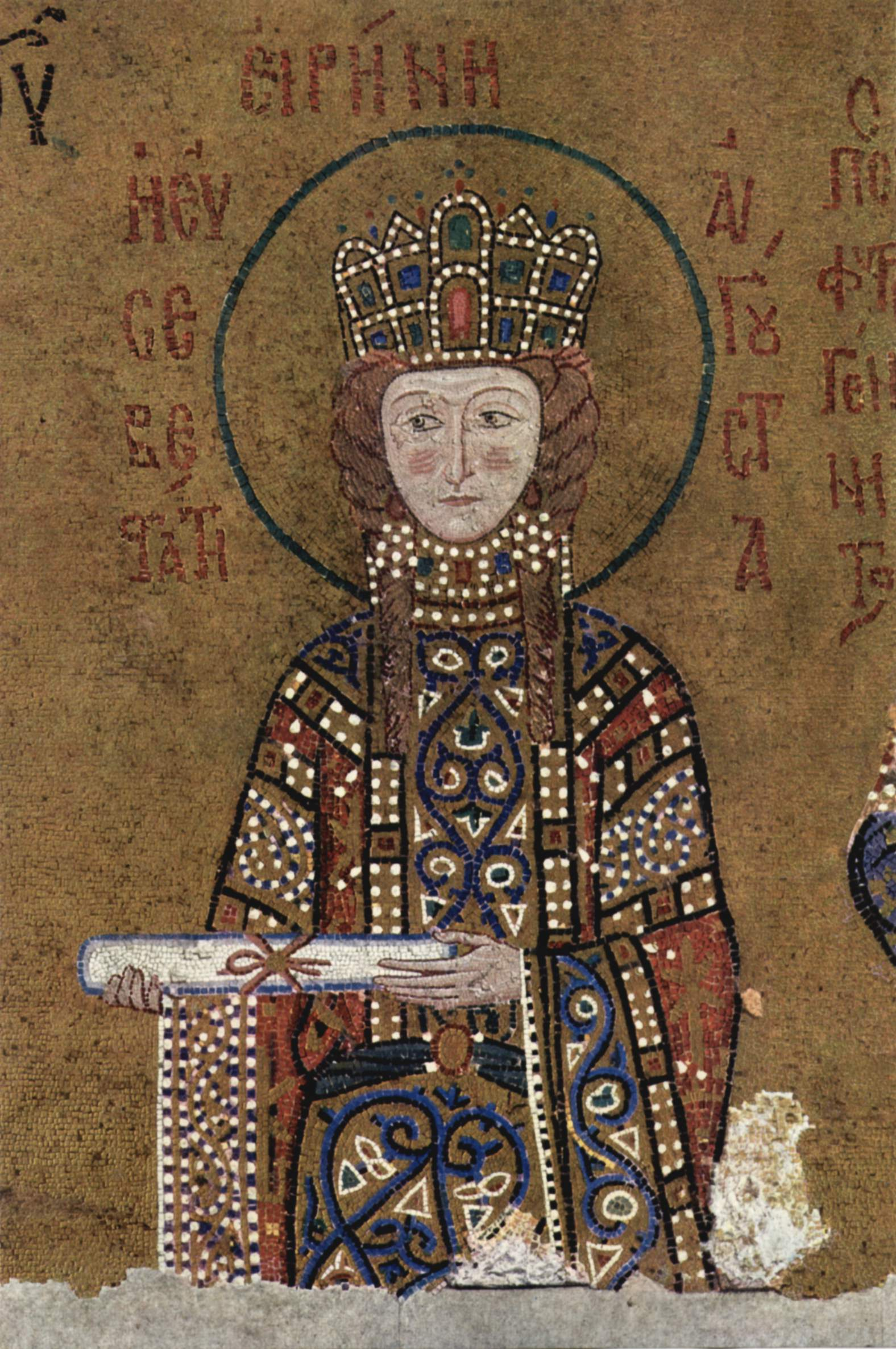
Císařovna Irena, mozaika v chrámu Hagia Sofia

V prvních letech své vlády zastavil Jan pronikání seldžuckých Turků v Anatolii a obnovil kontrolu Byzantinců nad jihozápadní částí této země. Nicméně v zimě 1121 až 1122 podnikli nomádští Pečeněgové invazi do Thrákie. V létě 1122 se proto císař vypravil v čele svého vojska proti nájezdníkům. Vzhledem k početní převaze Pečeněgů Jan předstíral, že je ochoten s nimi uzavřít mírovou smlouvu. Současně se je snažil rozdělit a některým z jejich vůdců nabízel cenné dary. Mezitím je však nepozorováně obklíčil, načež podnikl překvapivý útok proti vozové hradbě, chránící ženy a děti útočníků. V nastalé rozhořčené bitvě u Beroie se Janovi s vydatným přispěním varjažské gardy podařilo dosáhnout nad Pečeněgy drtivého vítězství. Tímto byzantským úspěchem, jehož výročí bylo připomínáno jako svátek, bylo definitivně odstraněno nebezpečí vpádů Pečeněgů na Balkánský poloostrov.
V dalším roce vedl Jan trestnou výpravu proti Srbům. Četné srbské zajatce nechal podobně jako dříve Pečeněgy shromáždit a pak je dal přesídlit do maloasijské Nikomédie, kde sloužili jako vojenští kolonisté. Tímto opatřením chtěl Jan přinutit k poslušnosti vládce srbského knížectví Raška, které bylo formálně podřízeno byzantské říši. Zároveň měla být východní hranice zabezpečena proti útokům Seldžuků.
Janovou manželkou byla uherská princezna Piroška, jež přijala řecké jméno Irena. Po smrti uherského krále Kolomana, se vlády v Uhrách chopil králův syn Štěpán II. Jeho oslepený strýc, kníže Álmoš, již dříve uprchl do Konstantinopole, kde byl přátelsky přijat. Štěpán požadoval Álmošovo vydání, čemuž Jan odmítl vyhovět. V letech 1127 a 1128 tudíž uherské vojsko překročilo Dunaj a napadlo byzantské území. Maďaři zaútočili na Bělehrad, Braničevo, Niš a Sofii a pronikli hluboko na jih až k městu Philippopolis (Plovdiv). V roce 1128 vytáhl Jan vstříc nepříteli, přičemž část vojska nechal přepravit na lodích, plavících se proti proudu Dunaje. Když se Maďaři stáhli za řeku, nechal Jan posílit hradby Braničeva. Jakmile se však vydal zpět do Konstantinopole, Maďaři zahájili nový útok na Braničevo, pročež se císař ihned vrátil zpět. Ačkoli jeho vojsko bylo vystaveno nemocem a muselo postupovat zrádným terénem, vyvaroval se Jan těžkých ztrát, v naprosté tajnosti přesunul své muže na druhý břeh Dunaje a vpadl do týlu Maďarů. Poté, co se takto vypořádal se svými nepřáteli na západě, mohl se Jan plně soustředit na dobývání Malé Asie a Sýrie.

### Západní diplomacie
Soudobé byzantské prameny opomíjejí Janova diplomatická jednání se západními monarchy. Vzestup normanského vládce Rogera II. Sicilského, který se kolem roku 1130 zmocnil většiny jižní Itálie a představoval tak hrozbu pro byzantské provincie na Balkáně, přiměl Jana k podpoře římsko-německého císaře Lothara III. Tomu se v roce 1137 podařilo proniknout do Bari na jihu Apeninského poloostrova, čímž vážně ohrozil Rogerovu pozici. S Lotharovým nástupcem Konrádem III. vyjednal Jan spojenectví stvrzené sňatkem Konrádovy švagrové Berty ze Sulzbachu a Manuela, Janova čtvrtého syna. Po většinu svého panování projevoval Jan větší zájem o dění na východní hranici své říše. Lze tedy důvodně předpokládat, že aliance s římsko-německými vládci byla namířena proti Rogerovi, jenž měl být zaneprázdněn tlakem Štaufů, zatímco Jan vedl válku na východě.

### Kampaně proti seldžuckým Turkům
Seldžukové vytrvávali ve svém náporu na byzantské území na západě Malé Asie, avšak Jan byl rozhodnutý je odrazit a zastavit jejich další pronikání na západ. Už v roce 1119 se vypravil do Frýgie proti seldžuckým Turkům, kteří odřízli přístup k městu Attaleia (Antalya) na jižním pobřeží Anatolie. V boji proti turkickým nomádům Byzantinci rychle dobyli město Laodikeia (poblíž dnešního Denizli), načež se císař okamžitě vrátil do Konstantinopole. Přesto ještě v témže roce císař lstí obsadil město Sozopolis, které se rozkládalo ve špatně přístupném terénu. Při dobývání města provedli Byzantinci klamný útok na hradby města, jímž vylákali Turky k pronásledování. Mezitím byl zahájen nový byzantský útok, takže se turečtí obránci ocitli v kleštích. Jan se poté zmocnil ještě několika nedaleko ležících pevností a obnovil pozemní spojení s Attaleiou.

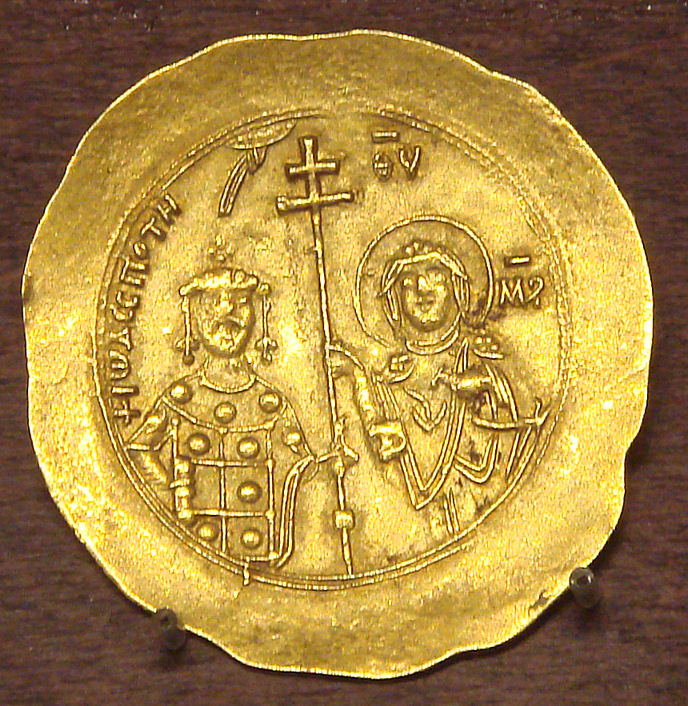
Zlatá mince s vyobrazením Panny Marie a Jana II., který drží kříž

V roce 1130 došlo k rozporům mezi Janem a jeho bratrem, sebastokratorem Izákem, který byl kvůli svým neúspěšným pokusům o získání trůnu nucen odejít z Konstantinopole. Izák následně vyhledal útočiště ve Svaté zemi a později se uchýlil na dvůr danišmenovského emíra Gümüshtigina ve městě Melitene (Malatya), jež se nacházelo na horním toku Eufratu. Turečtí Danišmendovci, jejichž moc v předchozích letech výrazně vzrostla na úkor slábnoucího rúmského sultanátu, představovali nejvážnější překážku Janovým snahám o ovládnutí Malé Asie. Na přelomu let 1132 a 1133 dosáhlo proti nim byzantské vojsko série úspěchů, když při postupu Bithýnií a Paflagonií obsadilo důležitou pevnost Kastamon, rodové sídlo Komnenovců, a proniklo hluboko za řeku Halys. V průběhu tažení se Byzantincům vzdalo bez boje několik lokálních vládců a mnoho křesťanů i muslimů se poddalo císaři. Jan oslavil po návratu do Konstantinopole svůj úspěch velkolepým triumfem. Mezitím však Danišmendovci získali Kastamon zpět pod svoji kontrolu. Jan proto vytáhl znovu do pole, ovšem jeho tažení bylo záhy přerušeno náhlým úmrtím císařovny Ireny. V dalším roce pokračoval Jan ve výpravě do Malé Asie a po Gümüshtiginově smrti, jíž provázely vnitřní zmatky mezi Danišmendovci, uzavřel císař krátkodobé spojenectví s rúmským sultánem. V roce 1135 se Jan opět zmocnil Kastamonu a po nedlouhém obléhání dobyl také město Gangra (Çankırı), jež opatřil posádkou o síle 2000 mužů. Gangra nicméně brzy padla opět do rukou Danišmendovců.
Nové tažení proti Danišmendovcům podnikl Jan teprve o čtyři roky později. Na jaře 1139 se císař odebral do Mýsie, kde odrazil nájezdy proti pevnosti Lopadion a do údolí řeky Sangarios. V létě se vydal podél jižního pobřeží Černého moře do severovýchodní Anatolie a zimu strávil v Pontu. Konstantin Gabras, byzantský správce Trapezuntu, který se vzepřel císařské autoritě a uzavřel spojenectví s Danišmendovci, se v důsledku císařova energického postupu podvolil Janově moci. V následujícím roce se Byzantinci obrátili na jih, přičemž zahnali danišmendovské vojsko na útěk a pak zamířili k pevnosti Neocaesareia (Niksar). Odhodlaně bráněné město se ale ukázalo nedobytným, k čemuž přispěla i okolní krajina bránící v účinném zásobování vojska. Koncem roku 1140 tudíž Jan upustil od obléhání Neocaesareie. Během jednoho z náhlých výpadů obránců se vyznamenal císařův syn Manuel, jenž zde prokázal svoji velkou odvahu.

### Kilíkie a Svatá země
Poté, co podlomil postavení seldžuckých Turků v Malé Asii, zaměřil Jan svoji pozornost na záležitosti křesťanských států v Levantě. Nejdříve se musel vypořádat s Leonem, vládcem Malé Arménie, který opanoval kilická města a pokusil se oblehnout Seleukii (dnešní Silifke). V roce 1137 vytáhl Jan s početným vojskem do Kilíkie a bez větších obtíží si většinu této země podrobil. Přitom byla obsazena města Mopsuestie, Adana a Tarsos a do rukou Byzantinců padla po 37 dní trvajícím dobývání také pevnost Anazarba. Leon uprchl do pohoří Taurus, avšak v dalším roce byl zajat a potupně odveden do Konstantinopole. Po ovládnutí Kilíkie pokračoval Jan v tažení postupem proti antiochijskému knížectví, jehož hlavní město Antiochie bylo 29. srpna 1137 obleženo Byzantinci. Ke svému protivníkovi, knížeti Raimondovi z Poitiers, se Jan zachoval velkoryse a ponechal ho jako svého vazala vládcem Antiochie. Raimond nicméně musel přijít do byzantského vojenského tábora, kde se císaři zavázal slibem poddanství a navíc mu přislíbil volný vstup do města. Pokud by se Janovi podařilo dobýt syrská města Aleppo, Šajzar, Emesu (Homs) a Hamu, měl Raimond výměnou za ně přenechat Antiochii Byzantincům.

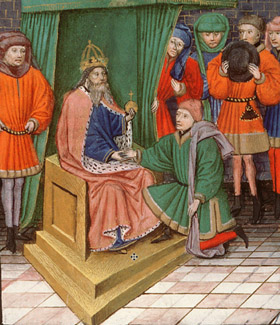
Raimond z Poitiers klečící před Janem II. Komnenem

Po podmanění Malé Arménie a zajištění Antiochie se Jan mohl připravovat k uskutečnění další části svého záměru. Po krátkém pobytu v Konstantinopoli dorazil na počátku roku 1138 zpět do Antiochie. Zde bylo jeho vojsko posíleno o oddíly Raimonda z Poitiers a hraběte Joscelina II. z Edessy. S touto vojenskou mocí hodlal Jan zasadit úder muslimům v Sýrii, jenž by upevnil postavení křesťanů v Levantě. Ovšem křižáčtí princové, podezřívaví vůči Janovým úmyslům i vůči sobě navzájem, neměli zájem na úspěchu tažení, jehož se účastnili spíše z donucení. Raimondovi navíc hrozilo, že se bude muset vzdát Antiochie. Byzantinci a jejich spojenci se nejprve vypravili směrem k Aleppu, ale vzhledem k mohutnosti jeho opevnění a nedostatečnému zásobování vodou odklonil Jan svoji armádu k pevnosti Šajzar, ležící při řece Orontes. Zvěsti o postupu Zengího, mocného mosulského atabega, přiměly však Jana k přerušení obléhání. Ještě před tím musel místní emír odpřisáhnout císaři věrnost a slíbit placení ročního tributu. Po slavnostním příjezdu do Antiochie, v níž se Jan chystal plánovat novou válečnou výpravu proti Aleppu, nařídil Raimondovi, aby mu v souladu s dřívějším ujednáním vydal městskou citadelu. Nato Joscelin rozšířil mezi lid nepravdivou zprávu o tom, že císař chce vypudit všechny latinské obyvatele z města, což záhy vedlo k protibyzantskému povstání. Jan, obležený v antiochijském paláci, byl následně oběma křižáckými vládci ujištěn, že nemají se vzniklou rebelií nic společného. Uskutečnění syrského tažení nepřipadalo už v úvahu a na jaře 1139 se císař rozhodl k návratu do Konstantinopole.
Na počátku roku 1142 se Jan vypravil společně se svými čtyřmi syny na svoji poslední cestu do Sýrie. Byzantinci táhli směrem k jižnímu pobřeží Anatolie, do Attaleie, jejíž zásobovací linie byly opětovně vystaveny nájezdům Turků. Ti byli vytlačeni z okolních oblastí byzantskými vojáky. Poté, co Jan vstoupil do Attaleie, zasáhly ho v brzkém sledu dvě rodinné tragédie. Císařův nejstarší syn Alexios, legitimní dědic byzantského trůnu, onemocněl a zemřel během několika málo dní. Zanedlouho skonal rovněž Janův druhorozený syn Andronikos, příčinou jeho smrti byla patrně tatáž nemoc. Navzdory těmto pohromám postupoval Jan se svými muži dále na východ a v polovině září dorazil do Turbesselu v edesském hrabství. Zaskočený Joscelin mu proto nabídl svoji malou dceru jako rukojmí. O několik dní později odeslal Jan své emisary k Raimondovi do Antiochie a jejich prostřednictvím požadoval okamžité předání města Byzantincům. Když se Raimond odmítal Janovi podřídit, rozhodl se císař vynutit si nadvládu nad Antiochií vojenskou silou. Byzantinci vyplenili zázemí města, avšak kvůli blížící se zimě se stáhli do Kilíkie.
Rozhodující úder proti Raimondovi odložil Jan na nadcházející rok, v němž zamýšlel učinit také poutní cestu do Jeruzaléma, o čemž zpravil krále Fulka. Rozsáhlé přípravy k tažení, jež mělo být největším vojenským podnikem Janova života, se nakonec ukázaly zbytečné. V březnu 1143 utržil Jan při lovu v horách Tauru zdánlivě bezvýznamné zranění ruky způsobené šípem. Rána se ale zanítila a vyvolala otravu krve, jíž císař 8. dubna 1143 podlehl. Janovým posledním důležitým činem byl výběr nástupce, jímž určil svého nejmladšího syna Manuela. Ten dostal přednost před starším Izákem, v jehož neprospěch hovořily jeho sklony k záchvatům vzteku.

## Prameny
Vláda Jana II. Komnena představovala etapu konsolidace výbojů jeho otce Alexia a pokračujícího znovudobývání dříve ztracených území. O období Janova panování máme k dispozici pouze stručné informace z děl historiků Ioanna Kinnama a Nikety Choniata, kteří ale nezachytili všechny klíčové události oné doby. K vyplnění mezer mohou posloužit spisy křižáckého biskupa Viléma z Tyru nebo panegyriky od básníka Theodora Prodroma. Mezi prameny první poloviny 12. století lze zahrnout také chvalořeči Nikefora Basilaka a Michaela Italika. Pro tyto byzantské panegyriky je charakteristický optimistický duch očekávání, který provázel Janovu vládu a jenž vycházel z předpokladu obnovení někdejší říše Basileia II. nebo dokonce římské říše. Obliba tématu renovatia imperii v těchto oslavných projevech naznačuje význam ideje říše pro tehdejší byzantské obyvatelstvo.

## Hodnocení

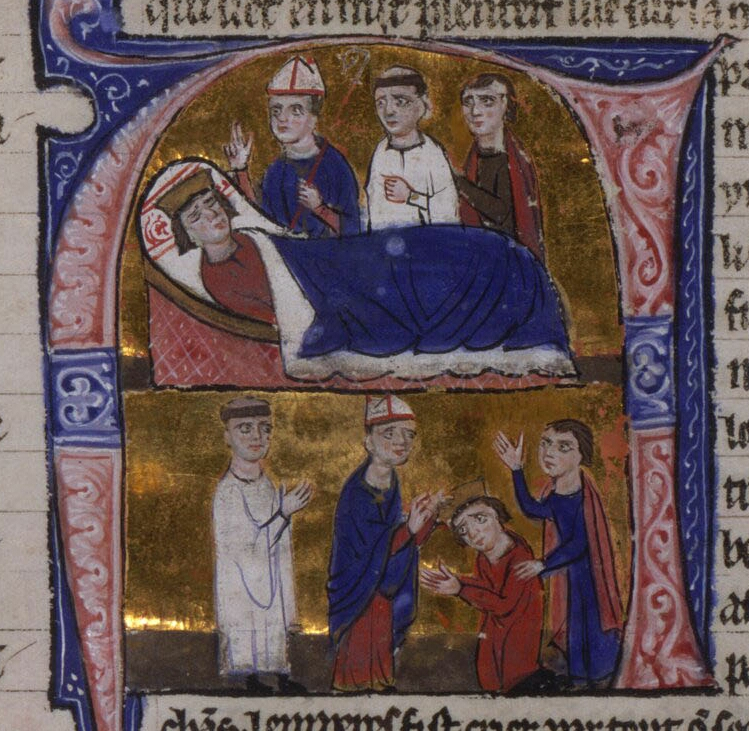
Smrt Jana II. a korunovace Manuela (manuskript z díla Viléma z Tyru)

Jan II. Komnenos byl zkušený vojevůdce, dávající přednost obezřetnému a metodickému obléhacímu způsobu válčení před riskantními otevřenými bitvami. Císařova strategie vedení každoročních vojenských kampaní s omezenými ovšem realisticky stanovenými cíli se ukázala mnohem účinnější než postup jeho syna Manuela. Seldžukové byli nuceni přejít do defenzívy, čehož Jan dosáhl taktéž jednoduchou a obratnou diplomatickou politikou, která mu umožnila odpoutat se od záležitostí na západě a stupňovat tlak na byzantské nepřátele na východě. Janovy výpravy přinesly byzantské říši dvojnásobný prospěch, neboť odvrátily seldžucké Turky od útoků na jádro říše a současně vedly k pozvolnému rozšiřování jejího teritoria v Malé Asii. Díky své rozhodnosti, obětavosti a strategické dovednosti císař oblehl a obsadil řadu nepřátelských pevností a měst, čímž se domohl pověsti zdatného dobyvatele. Někteří moderní historikové nicméně zpochybňují efektivnost Janových neustálých a náročných tažení, což je do značné míry způsobeno pomíjivostí jejich výsledků.
Byzantská říše získala v průběhu Janova vládnutí zpět rozlehlé území. Janovy úspěchy v bojích proti Pečeněgům, Srbům a seldžuckým Turkům, společně s jeho pokusy ustavit byzantskou svrchovanost nad křižáckými státy v Antiochii a Edesse, přispěly k výraznému obnovení prestiže a vážnosti říše. Choniates tudíž považoval Jana za nejlepšího císaře z dynastie Komnenovců. Pokud by mu bylo dopřáno ještě několik let navíc, pravděpodobně by rozšířil byzantskou moc hlouběji do Sýrie a v Anatolii by možná dosáhl vítězství, jimiž by napravil důsledky Mantzikertu. Protože ale zemřel v relativně brzkém věku, zůstalo jeho životní dílo na východě nedokončeno.